# كليف فليتشير
كليف فليتشير هو مدير عام كندي، ولد في 16 أغسطس 1935 في مونتريال في كندا.